# 시키미산
시킴산(영어: shikimic acid)은 식물이나 미생물의 중요한 생화학 반응 중간체이다. 시킴산이라는 이름은 이 물질이 처음 분리된 붓순나무(Illicium anisatum)의 일본 이름인 "시키미"(シキミ,樒)에서 유래하였다.
시킴산은 다음 물질의 전구체이다.
- 방향족 아미노산인 페닐알라닌과 티로신.
- 인돌, 인돌 유도체 및 트립토판.
- 여러 알칼로이드 등의 대사 물질.
- 타닌, 플라보노이드, 리그닌.

팔각으로부터 얻어진 시키미산은 오셀타미비르(타미플루)를 제조하는 원재료로 사용되었다.

## 같이 보기
- 시킴산 경로